# 共進化
共進化（Co-evolution）とは、一つの生物学的要因の変化が引き金となって別のそれに関連する生物学的要因が変化することと定義されている。古典的な例は2種の生物が互いに依存して進化する相利共生だが、種間だけでなく種内、個体内でも共進化は起きる。

## 概要
共進化の関係にある要因（種や形質など）はもう一方の要因に選択的圧力を及ぼし、それによってそれぞれの進化に影響を与える。共進化にかかわる種間関係には様々なものがあり、相利共生状態の宿主と寄生種の進化も含まれる。また捕食種と被捕食種のような片利共生でも発生する（赤の女王仮説を参照）。
実のところ、完全に孤立した進化の例は滅多にない。気候変動などの非生物的要因による進化は、もちろん共進化とは言えない（気候は生物ではないので、生物の進化に影響を受けない）。他方、1対1のやり取りでの進化、例えば特定の宿主と共生種（や寄生種）に見られる進化は共進化である。しかし多くの場合その区分は明確ではない。ある種の進化は他の様々な種との関係で発生し、それら他の種もさらに様々な種に影響を受ける。このような状況を「拡散共進化（Diffuse Coevolution）」と呼ぶ。多くの生命体にとって生物的環境は重要な選択的圧力であり、進化の主要な要因である。しかし、普通には共進化はより密接な関係を持つ二種の間のことを指す。
共進化は必ずしも相互依存を意味しない。寄生種の宿主や捕食種の獲物（被捕食種）は、永続的にその敵に依存するわけではない。

## 種間の共進化

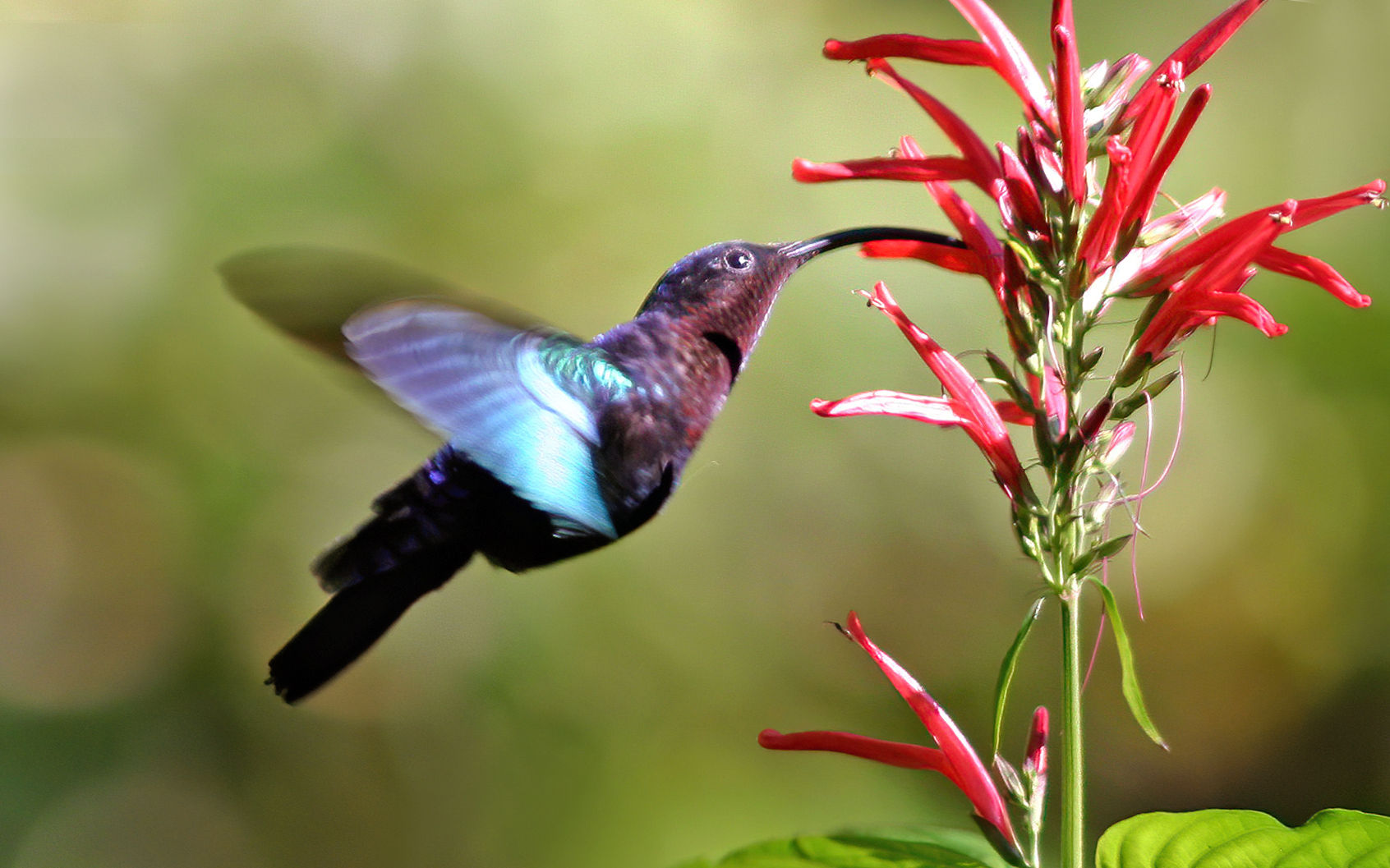
花の蜜を吸うハチドリの一種

共進化の代表的な例として、ハチドリによるランの受粉がある。鳥は花の蜜に依存し、花は鳥による花粉拡散で生殖が可能になっている。より効率的な花粉媒介を期待するなら、同じ種の花には同じ種のハチドリだけが来るようになっていた方がよい。そのため、花はハチドリの形に合わせ、ハチドリも花からうまく蜜を取るように花に合わせた形に進化する。それによって鳥の嘴は長くなり、花の形は深くなった。

### 相利共生の場合
両者が互いに利益を得る形の共生では共進化の関係が見られやすい。たとえばヤドカリとその貝殻上に生息するイソギンチャクやヒドロ虫（イガグリガイなど）、スナギンチャク（ヤツマタスナギンチャクなど）の例がある。ヤドカリの側は殻の上にこれらの刺胞動物が生息することで敵の攻撃を受けにくくなる。刺胞動物は移動手段を得られる。しかも、ヤドカリは宿替え後その刺胞動物を新しい貝殻上に移動させることもある。

#### ミトコンドリア
細胞内のミトコンドリアは相利共生の共進化の例である。科学者たちは長年にわたってミトコンドリアを顕微鏡で見たとき細菌のように見えると感じていたが、DNA研究の進展によって初めてその歴史が理解されるようになった。ミトコンドリアは宿主の細胞とは別の DNA を持ち、実際に細菌であったことを示す遺伝学的特徴を備えていた。さらに、ミトコンドリアの DNA はチフスを発生させる細菌と著しい類似点を持っている。細胞壁に穴を穿って進む能力があるため、それらの細菌は様々な障害を起こす。ところがミトコンドリアは（少なくとも現在は）そのような能力を持たず、「原始の海洋」に遡るいくつかの興味深い理論がそこから展開されている。細胞がミトコンドリアとなった細菌を（殺さずに）取り込んでその能力を利用するようになったと考えられる。より永久的な共生関係の形成である。ミトコンドリアはその DNA から見て独自の進化をする能力を備えている（細胞自体とは独立の DNA を持っている）。しかし、共進化の共生関係的性質によって、宿主に有害な突然変異は制限されると思われる。

### 片利片害の場合
片利片害の共進化の典型例は捕食-被食関係である。一般には草食動物は逃げ足が速く、より周囲に敏感になるのに対して、捕食者はそれを捕まえられる能力が優れてゆくものと考えられる。いわば軍拡競争のような状況が生まれる。ただ、捕食者と被食者は1対1に対応していない場合が多いので、明確な対応関係は取りにくい。
しかし、たとえば海洋の孤島など、捕食者のいない環境での小型動物の無警戒な様子は、逆に一般的な環境で、小型動物が如何に警戒しつつ生活しているかを示すものと言えよう。そのような地域へ捕食者を持ち込めば、あっという間に食べ尽くされる例も、普通の場所での被食者がいかに生き延びることに優れた能力を持っているかを示している。
北アメリカのジュウシチネンゼミは、17年（13年のものもある）に一度しか成虫が姿を見せないが、このような現象の説明として、かつてこれに寄生した天敵があったが、生活史を無理に長くすることでついてこられなくしたのだ、との説がある。もしそうであれば、共進化の結果、遂に被食者が勝ち残った姿ということもできる。
他の明確な例は動物の免疫系と細菌やウイルスなどの寄生者である。免疫系は細菌やウイルスなどの寄生者を排除するよう選択圧を受けるが、ウイルスや細菌は免疫系を破壊するか回避するような選択圧を受ける。

## 種内の共進化
種内で起こる片利片害の共進化の代表例は性的対立である。キイロショウジョウバエの一種のオスの精液は有害でメスの寿命を縮める。メスはその物質を中和する物質を分泌する対抗適応を進化させている。

## 分子共進化
共進化という用語は分子進化の領域での分子間の進化的相互作用にも使用される（例えば、ホルモンと受容体など）。1984年、Gabriel Dover が「分子共進化（Molecular Coevolution）」という用語を生み出して以降、このような用法が生まれた。Dover は進化を生み出す力として、自然選択と遺伝的浮動以外の第三の力があるとし、それを「分子駆動（Molecular Drive）」と名づけた。Dover によれば、これによって自然選択や遺伝的浮動では説明できない生物学的現象を説明できるとしている。例えば、700個のrRNA遺伝子のコピーや173（×2）本足のムカデなどである。

## 生物学以外での用法
共進化アルゴリズムは、人工生命、最適化、ゲーム学習、機械学習などで使われるアルゴリズムの一種でもある。共進化法の先駆的使用例として Daniel Hillis（ソーティング・ネットワークの開発者）や Karl Sims（virtual creatures を生み出した）の業績が挙げられる。
Erich Jantsch は自著 The Self-organizing Universe の中で宇宙全体の進化を共進化であるとした。天文学において、銀河とブラックホールの共進化を主張する理論がある。
経済学においても、さまざまな形で「共進化」が語られている。たとえば、商品の普及にともなう行動の進化など。戦間期欧米や戦後日本における家庭電化製品の普及は、核家族化や女性労働の普及をもたらした。経営革新で重要なイノベーションについて、清水耕一は、シュンペーターの5つの新結合が個別に生ずるものではなく、同時的に進行するものであると指摘している。